# Ламли, Ричард, 1-й граф Скарборо
Ричард Ламли, 1-й граф Скарборо (англ. Richard Lumley, 1st Earl of Scarbrough; ок. 1650 — 17 декабря 1721) — английский офицер, политик и пэр, наиболее известный своей ролью в Славной революции.

## Происхождение
Родился около 1650 года. Сын Достопочтенного Джона Ламли (? — 1658) и Мэри Комптон, внук Ричарда Ламли, 1-го виконта Ламли (1589—1663), и Фрэнсис Шелли.
Ламли были древней семьей с севера Англии. Ричард стал 2-м виконтом Ламли из Уотерфорда (Пэрство Ирландии) после смерти своего деда в 1663 году, его отец умер в 1658 году. Он был воспитан как католик и был взят в гран-тур католическим священником Ричардом Ласселсом, но стал протестантом ко времени своего вступления в Палату лордов 19 мая 1685 года.

## Ранняя карьера
Ричард Ламли сопровождал герцога Йоркского по пути в Шотландию в ноябре 1679 года и был добровольцем в неудавшейся экспедиции в Танжер в 1680 году. В последнем году он был назначен конюшим королевы Екатерины Браганской, казначеем которой он позже стал в 1684 году. 31 мая 1681 года король Карл II пожаловал ему титул барона Ламли из замка Ламли (Пэрство Англии). Он сыграл видную роль в подавлении восстания герцога Монмута, будучи лично ответственным (по словам Джона Ивлина) во главе милиции Сассекса за арест герцога Монмута. С 1685 по 1687 год — полковник 9-го полка кавалерии вдовствующей королевы.

## Карьера после Славной революции
Ричард Ламли был одним из Бессмертной семерки, английских дворян, которые пригласили Вильгельма Оранского вторгнуться в Англию и свергнуть его тестя Якова II. Он обеспечил переход Ньюкасла на сторону Вильгельма Оранского в декабре 1688 года. После того, как Вильгельм Оранский стал королем, он назначил Ричарда Ламли в быстрой последовательности в 1689/90 годах джентльменом опочивальни, членом Тайного совета Англии, полковником 1-го отряда конной гвардии (1689—1699), виконтом Ламли из замка Ламли, лордом-лейтенантом Нортумберленда (1689—1721) и лордом-лейтенантом Дарема (1690—1712, 1715—1721). Ричард Ламли получил титул графа Скарборо 15 апреля 1690 года.
Лорд Скарборо принял участие в битве на реке Бойн в 1690 году и затем находился во Фландрии. Он был назначен генерал-майором в мае 1692 года и генерал-лейтенантом в октябре 1694 года, уйдя в отставку с действительной службы после Рисвикского мира в 1697 году (хотя он получил новое назначение на пост генерал-лейтенанта всех сил 9 марта 1701/1702 года). Он был канцлером герцогства Ланкастерского с 1716 по 1717 год. После своего возвышения он значительно расширил свое семейное поместье в замке Ламли.
Лорд Скарборо скончался от апоплексического удара на Джерард-стрит, Сохо, 17 декабря 1721 года.

## Семья

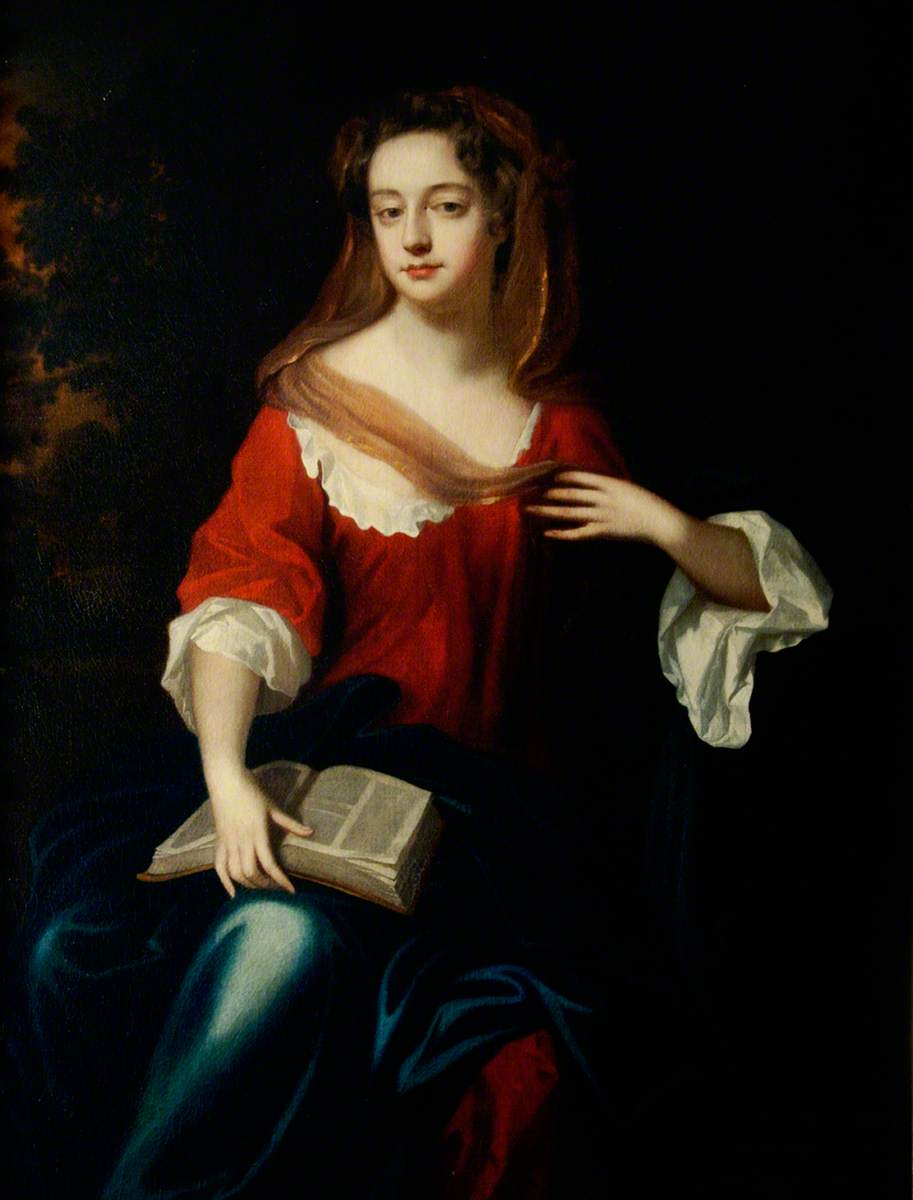
Фрэнсис, графиня Скарборо

Лорд Ламли был женат на Фрэнсис Джонс (1665—1722), единственной дочери сэра Генри Джонса из Оксфордшира. Графиня служила фрейлиной опочивальни при дворе королевы Анны . У супругов были следующие дети:
- Генри Ламли, виконт Ламли (1688 — 24 апреля 1710)
- Ричард Ламли, 2-й граф Скарборо (1688 — 29 января 1739), второй сын и преемник отца.
- Леди Мэри Ламли (14 декабря 1690 — 12 декабря 1726), в 1712 году она вышла замуж за Джорджа Монтегю, 1-го графа Галифакса[англ.]
- Достопочтенный Уильям Ламли (? — 9 апреля 1709)
- Томас Ламли, 3-й граф Скарборо (1691 — 15 марта 1752)
- Чарльз Ламли (ок. 1693—1728), член Палаты общин
- Леди Энн Ламли (? — 28 февраля 1740)
- Джон Ламли (ок. 1703—1739), офицер, придворный и политик
- Джеймс Ламли[англ.] (ок. 1706 — 14 марта 1766), член Палаты общин и землевладелец.